# Rivière Marquette
Pour les articles homonymes, voir Marquette.
La Rivière Marquette est un affluent du lac Ashuapmushuan, coulant dans le territoire non organisé du Lac-Ashuapmushuan, dans la municipalité régionale de comté (MRC) de Le Domaine-du-Roy, dans la région administrative du Saguenay–Lac-Saint-Jean, dans la province de Québec, au Canada.
La rivière Marquette coule successivement dans les cantons de Châteauford, de Cramahé et d’Aigremont. La partie centrale du cours de la rivière traverse la Réserve faunique Ashuapmushuan. La foresterie constitue la principale activité économique de cette vallée ; les activités récréotouristiques, en second.
La route forestière R0212 (sens est-ouest) coupe la partie supérieure du cours de la rivière Marquette. La route 167 reliant Chibougamau à Saint-Félicien (Québec) passe sur la rive nord-est de la vallée de la rivière Normandin et du côté nord-est du lac Ashuapmushuan.
La surface de la rivière Marquette est habituellement gelée du début novembre à la mi-mai, toutefois la circulation sécuritaire sur la glace se fait généralement de la mi-novembre à la mi-avril.

## Géographie
Les bassins versants voisins de la rivière Marquette sont :
- côté nord : rivière Normandin, lac Ashuapmushuan, rivière Ashuapmushuan ;
- côté est : ruisseau Arlequin, lac Ashuapmushuan, rivière de la Licorne ;
- côté sud : lac Marquette, rivière du Loup Ouest ;
- côté ouest : lac Poutrincourt, rivière Normandin, rivière du Milieu, lac Frontenac.

La rivière Marquette prend naissance à l'embouchure du lac Marquette (longueur : 14,0 km ; largeur : 1,7 km ; altitude : 411 m) lequel chevauche les cantons de Marquette et de Châteaufort. Ce lac est surtout alimenté par la décharge (venant du nord-est) des lacs de la Beaurrieux, Tombelle et Fouquet, ainsi que la décharge du lac Matié. L’embouchure de ce lac de tête est située à :
- 12,7 km au nord-est du lac Frontenac ;
- 16,0 km au sud-est d’une baie du lac Poutrincourt lequel est traversé par la rivière Normandin ;
- 27,9 km au sud-est de l’embouchure de la rivière Marquette (confluence avec le lac Ashuapmushuan) ;
- 121 km à l'ouest de l’embouchure de la rivière Ashuapmushuan (confluence avec le lac Saint-Jean) ;

À partir de l'embouchure du Lac Marquette, la rivière Marquette coule sur 64,9 km, selon les segments suivants :
- 25,4 km vers le nord, Nord-Est, puis le nord-ouest dans le canton de Châteaufort, en formant de petits serpentins et en traversant quelques zones de marais en fin de segment, jusqu’à la limite des cantons de Châteaufort et de Cramahé ;
- 18,4 km vers le nord-ouest dans le canton de Cramahé en formant un crochet de 1,6 km vers le sud-ouest, jusqu’à la confluence de la rivière Marquette Ouest (venant du nord-ouest) ;
- 15,7 km vers le nord-est en formant une boucle vers le sud, jusqu’à la limite des cantons de Cramahé et d’Aigremont ;
- 1,4 km en formant une boucle vers le nord dans le canton d’Aigremont, puis revient à la limite des cantons ;
- 4,0 km vers le sud-est en passant entre deux jetées naturelles sur 1,8 km, jusqu’à son embouchure[2].

La confluence de la rivière Marquette avec le lac Ashuapmushuan est située à :
- 1,4 km au sud de l’embouchure du lac Ashuapmushuan situé au pont ferroviaire du Canadien National ;
- 42,1 km à l'est du lac Rohault ;
- 27,4 km au sud-est de l’embouchure du lac Nicabau dont la partie sud est traversée par la rivière Normandin ;
- 122 km au nord-ouest de l’embouchure de la rivière Ashuapmushuan (confluence avec le lac Saint-Jean).

La rivière Marquette se déverse au fond d’une baie sur la rive nord-ouest du lac Ashuapmushuan (longueur : 132,4 km ; largeur maximale : 2,4 km ; altitude : 371 m) que le courant de la rivière Marquette traverse sur 1,4 km vers le nord-est jusqu’à son embouchure. De là, le courant emprunte le cours de la rivière Ashuapmushuan qui se déverse à Saint-Félicien sur la rive ouest du lac Saint-Jean.

## Toponymie
Cet hydronyme évoque l’œuvre de vie de Jacques Marquette (Laon, France, 1637 – près de Luddington, Michigan, 1675). Il exerçait comme missionnaire jésuite et explorateur. Il étudia d’abord des langues amérindiennes, puis il se consacre à diverses missions notamment chez les Outaouais ; en 1671, il fonde la mission de Saint-Ignace, chez les Wendats (Hurons), sur la rive nord du détroit de Michillimakinac. En 1672, à cet endroit, il rencontre Louis Jolliet avec qui il atteindra la rivière Mississippi. Il explorera ce fleuve jusqu'à la frontière actuelle de l'Arkansas et de la Louisiane. Désireux de fonder une mission chez les Kaskaskias, au pays des Illinois, le père Marquette doit y renoncer pour cause de maladie.
Le toponyme rivière Marquette a été officialisé le 5 décembre 1968 à la Commission de toponymie du Québec.